# Val-des-Prés
Val-des-Prés est une commune française située dans le département des Hautes-Alpes, en région Provence-Alpes-Côte d'Azur.

## Géographie
Val-des-Prés est située au sud de la vallée de la Clarée, qui tire son nom de la rivière affluente de la Durance, la Clarée, dont la confluence se trouve à l'ouest du col de Montgenèvre. La commune est également arrosée par d'autres cours d'eau, comme le torrent des Gamattes ou le torrent de Granon. Le village est accessible par la RD 994G, depuis Briançon ou Névache. En plus du village principal, le Serre (1 398 mètres d'altitude), le territoire communal compte plusieurs hameaux : le Rosier, la Draye, Granon, tous en fond de vallée, en bord de rivières. Le relief est et ouest de la commune est plus que vallonné, avec des points culminant à 2 682 mètres pour la crête de Chalvet ou 2 529 pour le col de Lauze (limites est de la commune), 2 682 mètres pour la roche Gautier (limite nord de la commune), ou 2 645 mètres pour la Grande Peyrolle au sud.

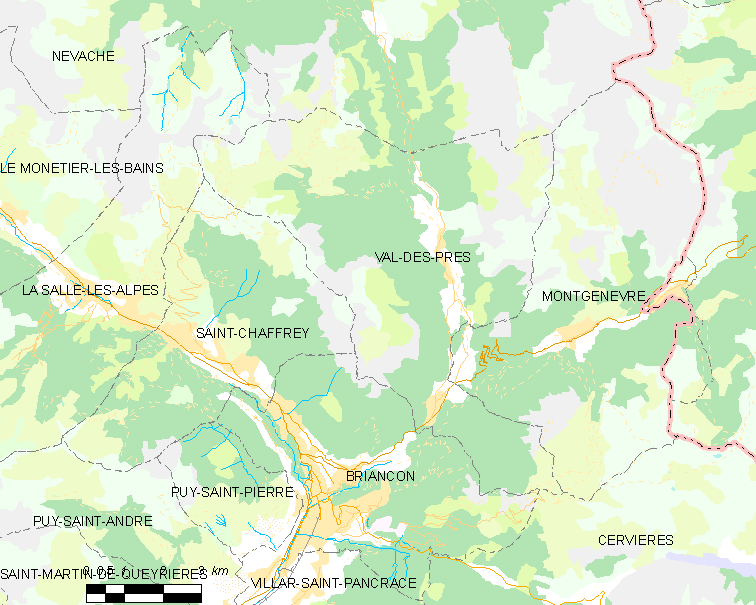
Carte de la commune de Val-des-Prés et des proches communes.

### Climat
Pour des articles plus généraux, voir Climat de Provence-Alpes-Côte d'Azur et Climat des Hautes-Alpes.
En 2010, le climat de la commune est de type climat de montagne, selon une étude du Centre national de la recherche scientifique s'appuyant sur une série de données couvrant la période 1971-2000. En 2020, Météo-France publie une typologie des climats de la France métropolitaine dans laquelle la commune est exposée à un climat de montagne ou de marges de montagne et est dans la région climatique Alpes du sud, caractérisée par une pluviométrie annuelle de 850 à 1 000 mm, minimale en été.
Pour la période 1971-2000, la température annuelle moyenne est de 6,9 °C, avec une amplitude thermique annuelle de 17 °C. Le cumul annuel moyen de précipitations est de 804 mm, avec 7,3 jours de précipitations en janvier et 7 jours en juillet. Pour la période 1991-2020, la température moyenne annuelle observée sur la station météorologique de Météo-France la plus proche, « Villar St Pancrace », sur la commune de Villar-Saint-Pancrace à 9 km à vol d'oiseau, est de 8,8 °C et le cumul annuel moyen de précipitations est de 636,0 mm. 
La température maximale relevée sur cette station est de 36,2 °C, atteinte le 23 août 2023 ; la température minimale est de −18 °C, atteinte le 5 février 2012,,.
Les paramètres climatiques de la commune ont été estimés pour le milieu du siècle (2041-2070) selon différents scénarios d'émission de gaz à effet de serre à partir des nouvelles projections climatiques de référence DRIAS-2020. Ils sont consultables sur un site dédié publié par Météo-France en novembre 2022.

## Urbanisme

### Typologie
Au 1er janvier 2024, Val-des-Prés est catégorisée commune rurale à habitat dispersé, selon la nouvelle grille communale de densité à 7 niveaux définie par l'Insee en 2022.
Elle est située hors unité urbaine. Par ailleurs la commune fait partie de l'aire d'attraction de Briançon, dont elle est une commune de la couronne,. Cette aire, qui regroupe 15 communes, est catégorisée dans les aires de moins de 50 000 habitants,.

### Occupation des sols
Le tableau ci-dessous présente l'occupation des sols de la commune en 2018, telle qu'elle ressort de la base de données européenne d’occupation biophysique des sols Corine Land Cover (CLC).
| Type d’occupation                             | Pourcentage | Superficie (en hectares) |
| --------------------------------------------- | ----------- | ------------------------ |
| Tissu urbain discontinu                       | 1,3 %       | 60                       |
| Prairies et autres surfaces toujours en herbe | 3,1 %       | 138                      |
| Systèmes culturaux et parcellaires complexes  | 2,0 %       | 89                       |
| Forêts de conifères                           | 45,3 %      | 2026                     |
| Pelouses et pâturages naturels                | 14,8 %      | 663                      |
| Landes et broussailles                        | 0,7 %       | 33                       |
| Forêt et végétation arbustive en mutation     | 6,8 %       | 303                      |
| Roches nues                                   | 14,1 %      | 629                      |
| Végétation clairsemée                         | 11,9 %      | 532                      |
| Source : Corine Land Cover                    |             |                          |

## Toponymie
Le nom de la localité est attesté sous la forme Vallis Pratorum en 1289.
Vau dels Prats en occitan.
Ce toponyme de l'occitan val « vallée » et de l'occitan prats francisé en « prés », c'est une vallée où il y avait des prés, des herbages suffisamment significatifs pour imposer ce nom.

### Microtoponymie
- Iscle du Rosier : en occitan, l'iscle est un banc de sable dans le lit d'une rivière parfois pâturé (communaux)
- La Draye : les drayes sont des sentiers voire des traces d'animaux
- Grande Peyrolle : de l’occitan peyre qui vient lui-même du latin petra, pierre
- Le jas : bergerie
- Gardiole : ce mot occitan a donné son nom à une variété de l'occitan de l'autre côté des Alpes
- Serre des aigles : serre = colline, de forme allongée généralement.
- Sagne : du gaulois *SAGNA = marécage, lieu humide[14]
- Blétouréou : lieu où pousse le bléton, le mélèze[15]

## Histoire
La commune de Val-des-Prés a été créée en 1791 par démembrement de la commune de Montgenèvre.
L'écrivaine Émilie Carles, native et institutrice du pays, y a vécu et mûri son roman autobiographique « Une soupe aux herbes sauvages », qui a inspiré l'adaptation télévisée éponyme "Une soupe aux herbes sauvages", téléfilm français réalisé par Alain Bonnot et diffusé en 2001 sur TF1.
Le mouvement de révolte villageoise pour protéger la vallée de la Clarée y est décrit par son animatrice. Dans les années 1970, un projet de voie rapide passant par la vallée de la Clarée, pour aller de Fos-sur-Mer Marseille  à Turin (Italie) mobilise les habitants. La rumeur se répand alors que la  voie rapide pourrait même devenir ensuite une autoroute sous le col de l'Échelle, selon René Siestrunck, maire de 1990 à 1995 et de 2008 à 2014, tandis qu'un projet de station de ski est aussi évoqué.
Émilie Carles a créé une association de protection de la vallée avec de simples slogans comme «  Des moutons, pas des camions ! » « La vallée de la Clarée aux paysans ! » « Laissez les montagnards tranquilles ! ». Le 13 août 1974, elle prit la tête d’une manifestation à Briançon avec 13 tracteurs, malgré les heures de travail perdues en pleine saison de fenaison. Le projet de projet de voie rapide a été définitivement abandonné après trois ans de mobilisations diverses.
Peu avant ce mouvement, d'autres, également victorieux, avaient servi de précurseurs : la lutte des éleveurs du Larzac contre l'extension du camp militaire, les agriculteurs résistant au projet de super-station de ski à Cervières (Hautes-Alpes), vallée également proche de Briançon, avec le soutien du vulcanologue Haroun Tazieff, et les bergers du village sarde d'Orgosolo, contraints de transférer leur bétail à cause d'un champ de tir. ".

## Politique et administration
| Période                                  | Période      | Identité            | Étiquette | Qualité                       |
| ---------------------------------------- | ------------ | ------------------- | --------- | ----------------------------- |
| Les données manquantes sont à compléter. |              |                     |           |                               |
| mars 2001                                | mars 2008    | Thierry Bouchié     |           |                               |
| mars 2008                                | 2014         | René Siestrunck     | SE        |                               |
| avril 2014                               | juillet 2020 | Jean-Michel Reymond |           | Employé (entreprise publique) |
| juillet 2020                             | En cours     | Thierry Aimard,     |           | Ancien cadre                  |

## Population et société

### Démographie
L'évolution du nombre d'habitants est connue à travers les recensements de la population effectués dans la commune depuis 1793. Pour les communes de moins de 10 000 habitants, une enquête de recensement portant sur toute la population est réalisée tous les cinq ans, les populations de référence des années intermédiaires étant quant à elles estimées par interpolation ou extrapolation. Pour la commune, le premier recensement exhaustif entrant dans le cadre du nouveau dispositif a été réalisé en 2004.

En 2022, la commune comptait 610 habitants, en évolution de −6,87 % par rapport à 2016 (Hautes-Alpes : +0,4 %, France hors Mayotte : +2,11 %).
| 1793 | 1800 | 1806 | 1821 | 1831 | 1836 | 1841 | 1846 | 1851 |
| ---- | ---- | ---- | ---- | ---- | ---- | ---- | ---- | ---- |
| 531  | 543  | 546  | 639  | 700  | 720  | 725  | 694  | 673  |

| 1856 | 1861 | 1866 | 1872 | 1876 | 1881 | 1886 | 1891 | 1896 |
| ---- | ---- | ---- | ---- | ---- | ---- | ---- | ---- | ---- |
| 645  | 628  | 596  | 559  | 512  | 503  | 502  | 533  | 514  |

| 1901 | 1906 | 1911 | 1921 | 1926 | 1931 | 1936 | 1946 | 1954 |
| ---- | ---- | ---- | ---- | ---- | ---- | ---- | ---- | ---- |
| 509  | 477  | 486  | 376  | 346  | 329  | 281  | 240  | 304  |

| 1962 | 1968 | 1975 | 1982 | 1990 | 1999 | 2004 | 2006 | 2009 |
| ---- | ---- | ---- | ---- | ---- | ---- | ---- | ---- | ---- |
| 239  | 217  | 276  | 390  | 479  | 450  | 493  | 472  | 518  |

| 2014 | 2019 | 2022 | - | - | - | - | - | - |
| ---- | ---- | ---- | - | - | - | - | - | - |
| 651  | 615  | 610  | - | - | - | - | - | - |

### Enseignement
La commune dépend de l'académie d'Aix-Marseille. Les élèves commencent leur scolarité à l'école primaire de Val-des-Prés, qui accueille 41 enfants.

## Culture locale et patrimoine

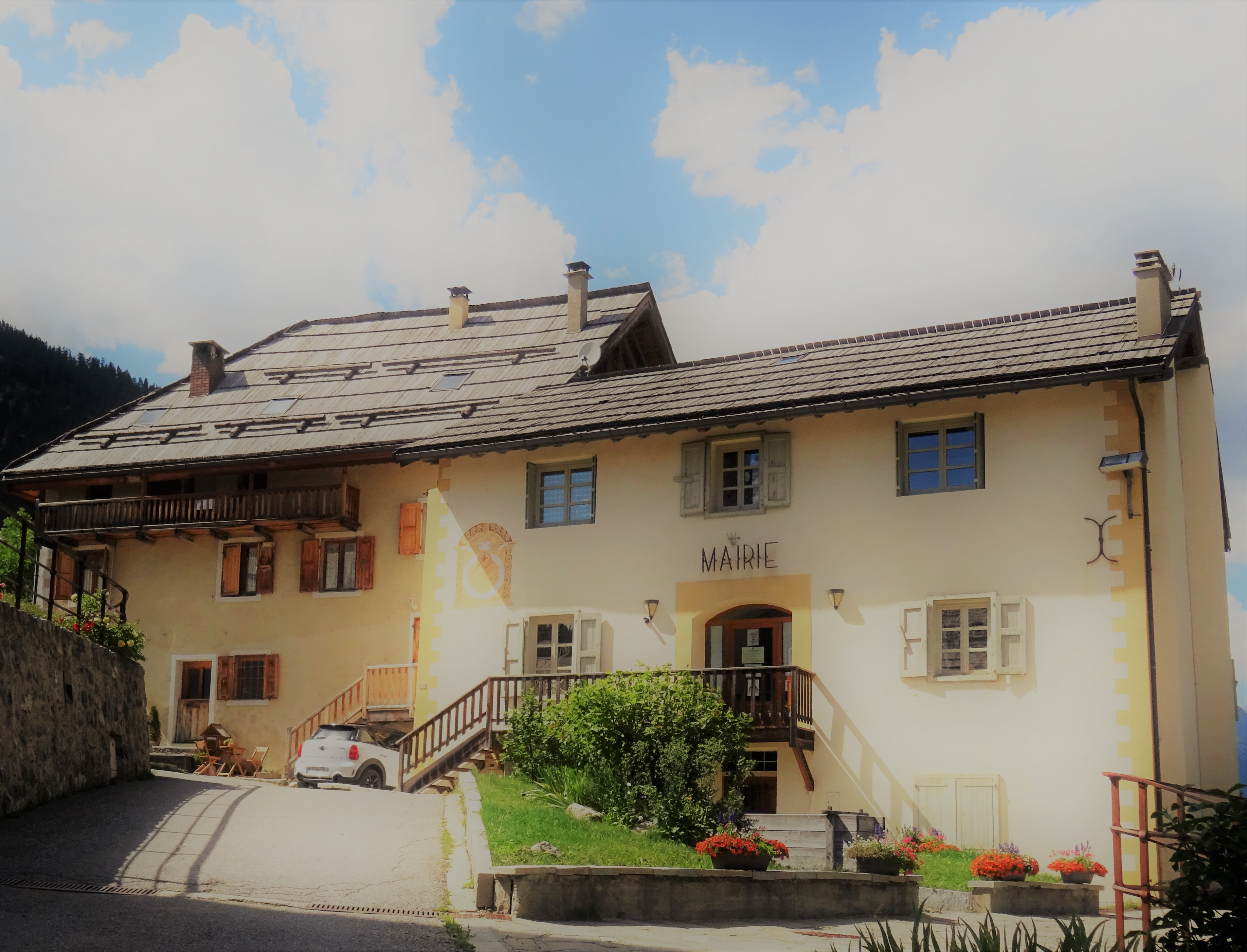
mairie de Val-des-Prés

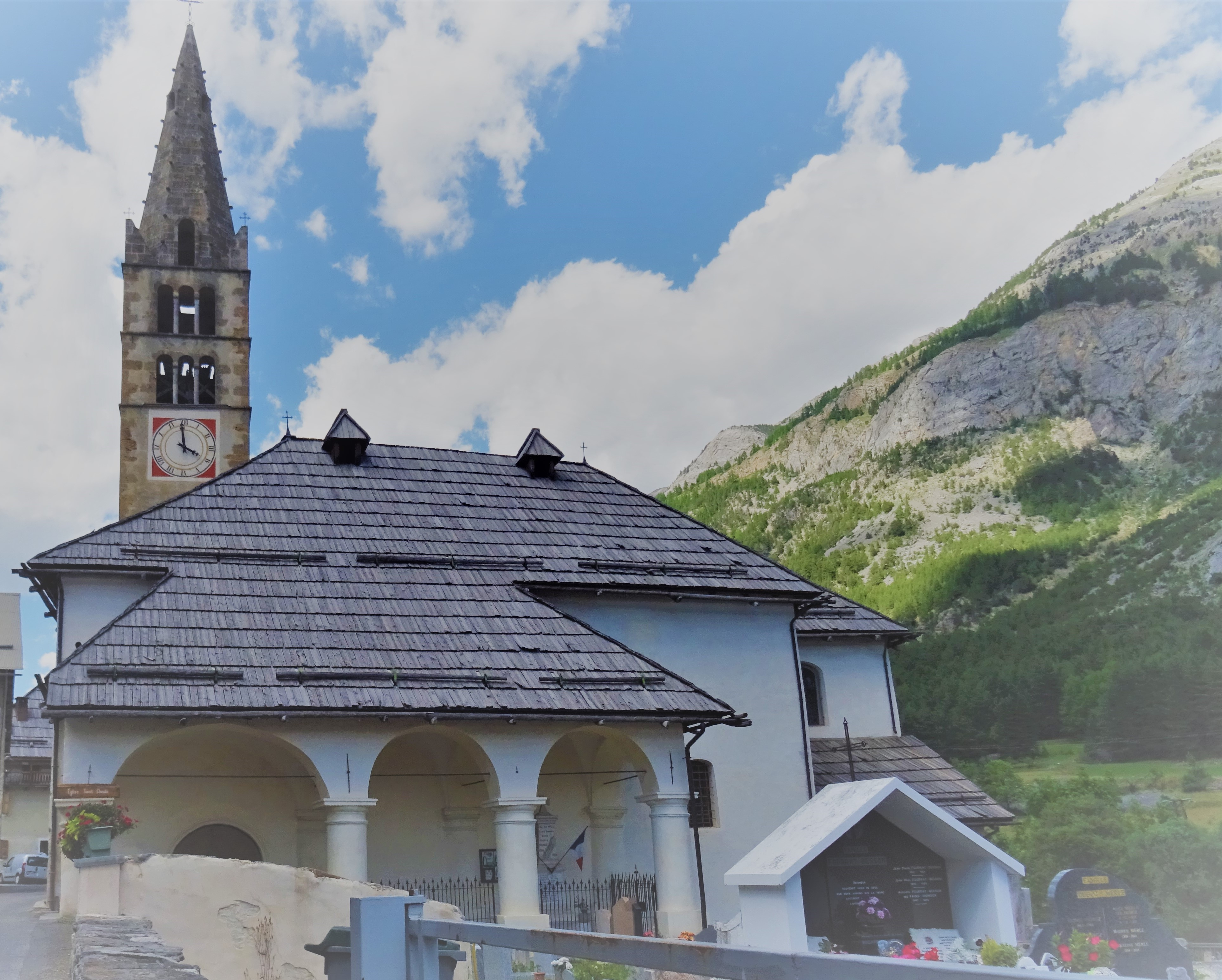
église Saint-Claude

### Lieux et monuments
- Chapelle de la Vachette. Elle est inscrite à l'Inventaire général du patrimoine culturel.
- Chapelle Sainte-Élisabeth du Rosier. Elle est inscrite à l'Inventaire général du patrimoine culturel.
- Chapelle Sainte-Luce de Pra Premier. Elle est inscrite à l'Inventaire général du patrimoine culturel.
- Chapelle Saint-Jean-Baptiste de Pra Premier. Elle est inscrite à l'Inventaire général du patrimoine culturel.
- Chapelle de La Vachette de Val-des-Prés. Elle est inscrite à l'Inventaire général du patrimoine culturel.
- Chapelle Saint-Jean-Baptiste de Granon de Val-des-Prés.
- Chapelle du Vallon de Val-des-Prés. Elle est inscrite à l'Inventaire général du patrimoine culturel.

Lieux-dits
- le Serre
- Pra Premier
- la Draye
- la Vachette
- le Rosier
- Chalets du Vallon
- Granon

Monuments historiques
- Église de l'Annonciation, du XVIIe siècle, à La Vachette[33]
- Église Saint-Claude au Serre, du XVIe siècle, à Serre[34] acte de dotation de l'église de Val des près le 6 février 1460 réf acte original archives départementales

### Personnalités liées à la commune
- François Allais (1889-1952), frère d'Emilie Carles (voir ci-dessous), il était cultivateur à Val des Prés et était berger en 1910. Il fut de 1912 à 1952 le sacristain de la Collégiale de Briançon et en sonnait le carillon une fois par jour pendant tout le mois de mai, avec ses mains et ses pieds (http://projet.hda.free.fr/_carillon_article_echo.pdf). Infirmier militaire pendant la guerre de 1914, il était titulaire de la médaille militaire.
- Émilie Carles (1900-1979), écrivaine française née à Val-des-Prés où elle fut institutrice, publia son autobiographie, Une soupe aux herbes sauvages, paru en 1977.
- Richard Jouve, né le 25 octobre 1994 à Briançon, un fondeur français spécialisé dans le sprint, auteur dès son plus jeune âge de place significatives en coupe du monde.

### Héraldique
| Blason de Val-des-Prés | Blason  | De sinople à la fasce abaissée d'or surmontée d'une vache d'argent. |
| Blason de Val-des-Prés | Détails | Le statut officiel du blason reste à déterminer.                    |

## Dans la culture populaire
- Plusieurs scènes de la série policière télévisée "Alex Hugo" ont été tournées dans les paysages de Val-des-Prés.